# Daria Martin
Pour les articles homonymes, voir  Martin.
Daria Martin est une artiste contemporaine et cinéaste américaine, née en 1973 à San Francisco, basée à Londres depuis 2002. Elle travaille principalement en 16 mm. Son travail a été exposé au Hammer Museum, au New Museum, au Musée d'Art Contemporain de Chicago, et au Centre australien d'art contemporain. Elle utilise aussi bien des éléments de l'avant-garde cinématographique que du monde de la danse.

## Biographie
Daria Martin est née à San Francisco en 1973. Elle est titulaire d'une licence en Lettres et sciences humaines de l'Université Yale (1995), et d'une maîtrise de l'UCLA (2000). Elle est représentée par Maureen Paley Gallery de Londres. Son parcours artistique a commencé avec des peintures abstraites, qu'elle décrit comme « formelles et rigoureuses ». Elle est ensuite attirée par les libertés artistiques permises par le médium cinématographique. Elle est inspirée par des artistes du début du XXe siècle, comme Oskar Schlemmer, Varvara Stepanova, Alexandre Rodtchenko. Ses films sont créés de manière organique, souvent de manière collaborative avec les acteurs et actrices, chorégraphes, musiciennes et musiciens avec qui elle choisit de travailler.

## Films
- In the Palace (2000). Film couleur et son, durée 6 minutes et 10 secondes.
- Birds (2001)
- Closeup Gallery (2003)
- Soft Materials (2004)
- Loneliness and the Modern Pentathlon (2004-2005)
- Wintergarden (2005)
- Harpstrings and Lava (2007)
- Minotaur (2008)
- One of the Things that Makes Me Doubt (2010-2011)
- Sensorium Tests (2012)

In the Palace, Birds et Closeup Gallery constituent une trilogie. In the Palace, qui met en scène un groupe de danseurs et danseuses, fait référence à l'œuvre d'Alberto Giacometti, Le Palais à 4 heures du matin. Elle s'inspire également de scènes célèbres de l'histoire de la danse, comme une danse de Joséphine Baker, la Stäbentanz d'Oskar Schlemmer ou Lamentation de Martha Graham. Florencia Chernajovsky parle d'un art total fusionnant la danse, les arts plastiques et les arts appliqués.

## Collections
Son travail fait partie des collections de la Tate et de la Fondation Kadist.

## Récompenses et résidences
- 2016 - Wellcome Trust Arts Award, London Arts Council Grant pour The Arts Oxford2014 AHRC Mid Career Fellowship London
- 2012 - Leverhulme Network Award, The Leverhulme Trust, Londres.
- 2010 - Wellcome Trust Arts Award, Londres.
- 2009 - Philip Leverhulme Prize, The Leverhume Trust, Londres.
- 2008 - Wellcome Trust Arts Award, Londres.
- 2008 - Artiste en résidence, Headlands Center for the Arts, San Francisco.
- 2007 - Artiste en résidence, The Watermill Center, New York.
- 2002 - Artiste en résidence, Delfina Studios Trust, Londres.
- 1999 - Artiste en résidence, Cité internationale des arts, Paris